# Matsiloje
Matsiloje – wieś w Botswanie w dystrykcie North East. Według spisu ludności z 2011 roku wieś liczyła 2380 mieszkańców.